# Лінда Мораїс
Лінда Мораїс (англ. Linda Morais; нар. 31 липня 1993, Текумсе, Онтаріо) — канадська борчиня вільного стилю, чемпіонка та дворазова бронзова призерка чемпіонатів світу, срібна призерка Панамериканського чемпіонату, дворазова чемпіонка світу серед студентів, чемпіонка Співдружності, срібна призерка Ігор Співдружності, дворазова срібна призерка Франкомовних ігор, учасниця Олімпійських ігор.

## Життєпис
Боротьбою почала займатися з 2006 року. У 2008 році виграла Панамериканський чемпіонат з боротьби серед кадетів.
Виступає за спортивнкий клуб «Конкордія» Монреаль. Тренер — Віктор Зільберман.

## Спортивні результати на міжнародних змаганнях

### Виступи на Олімпіадах
| Змагання                    | Збірна | Вагова категорія          | Місце |
| --------------------------- | ------ | ------------------------- | ----- |
| Літні Олімпійські ігри 2024 | Канада | жіноча боротьба, до 68 кг | 14    |

### Виступи на Чемпіонатах світу
| Змагання                        | Збірна | Вагова категорія          | Місце  |
| ------------------------------- | ------ | ------------------------- | ------ |
| Чемпіонат світу з боротьби 2016 | Канада | жіноча боротьба, до 60 кг | Бронза |
| Чемпіонат світу з боротьби 2017 | Канада | жіноча боротьба, до 60 кг | 7      |
| Чемпіонат світу з боротьби 2018 | Канада | жіноча боротьба, до 59 кг | 9      |
| Чемпіонат світу з боротьби 2019 | Канада | жіноча боротьба, до 59 кг | Золото |
| Чемпіонат світу з боротьби 2021 | Канада | жіноча боротьба, до 59 кг | 7      |
| Чемпіонат світу з боротьби 2022 | Канада | жіноча боротьба, до 68 кг | Бронза |

### Виступи на Панамериканських чемпіонатах
| Змагання                                   | Збірна | Вагова категорія          | Місце  |
| ------------------------------------------ | ------ | ------------------------- | ------ |
| Панамериканський чемпіонат з боротьби 2018 | Канада | жіноча боротьба, до 62 кг | 5      |
| Панамериканський чемпіонат з боротьби 2021 | Канада | жіноча боротьба, до 59 кг | Срібло |

### Виступи на Чемпіонатах Співдружності
| Змагання                                | Збірна | Вагова категорія          | Місце  |
| --------------------------------------- | ------ | ------------------------- | ------ |
| Чемпіонат Співдружності з боротьби 2013 | Канада | жіноча боротьба, до 63 кг | 5      |
| Чемпіонат Співдружності з боротьби 2016 | Канада | жіноча боротьба, до 60 кг | Золото |

### Виступи на Іграх Співдружності
| Змагання                | Збірна | Вагова категорія          | Місце  |
| ----------------------- | ------ | ------------------------- | ------ |
| Ігри Співдружності 2022 | Канада | жіноча боротьба, до 68 кг | Срібло |

### Виступи на Франкомовних іграх
| Змагання              | Збірна | Вагова категорія          | Місце  |
| --------------------- | ------ | ------------------------- | ------ |
| Франкомовні ігри 2013 | Канада | жіноча боротьба, до 63 кг | Срібло |
| Франкомовні ігри 2017 | Канада | жіноча боротьба, до 63 кг | Срібло |

### Виступи на Чемпіонатах світу серед студентів
| Змагання                                        | Збірна | Вагова категорія          | Місце  |
| ----------------------------------------------- | ------ | ------------------------- | ------ |
| Чемпіонат світу з боротьби серед студентів 2016 | Канада | жіноча боротьба, до 60 кг | Золото |
| Чемпіонат світу з боротьби серед студентів 2018 | Канада | жіноча боротьба, до 62 кг | Золото |

### Виступи на інших змаганнях
| Змагання                                                        | Збірна | Вагова категорія                 | Місце  |
| --------------------------------------------------------------- | ------ | -------------------------------- | ------ |
| Турнір міста Сассарі з боротьби 2016                            | Канада | жіноча боротьба, до 60 кг        | Срібло |
| Турнір міста Сассарі з боротьби 2017                            | Канада | жіноча боротьба, до 60 кг        | Золото |
| Кубок Канади з боротьби 2017                                    | Канада | жіноча боротьба, до 60 кг        | Срібло |
| Klippan Lady Open 2019                                          | Канада | жіноча боротьба, до 62 кг        | 7      |
| Гран-прі Німеччини з боротьби 2019                              | Канада | жіноча боротьба, до 62 кг        | 9      |
| Grapple at the Garden 2019                                      | Канада | Multiple Style Event, до LF62 кг | Срібло |
| Турнір міста Сассарі з боротьби 2019                            | Канада | жіноча боротьба, до 59 кг        | Золото |
| Меморіал Маттео Пелліконе 2020                                  | Канада | жіноча боротьба, до 57 кг        | Бронза |
| Олімпійський кваліфікаційний турнір з боротьби 2020 (Оттава)    | Канада | жіноча боротьба, до 57 кг        | Бронза |
| Олімпійський кваліфікаційний турнір з боротьби 2020 (Софія)     | Канада | жіноча боротьба, до 57 кг        | 9      |
| Турнір Яшара Догу 2021                                          | Канада | жіноча боротьба, до 57 кг        | Бронза |
| Кубок Канади з боротьби 2022                                    | Канада | жіноча боротьба, до 68 кг        | Золото |
| Гран-прі Іспанії з боротьби 2022                                | Канада | жіноча боротьба, до 68 кг        | Бронза |
| Олімпійський кваліфікаційний турнір з боротьби 2024 (Акапулько) | Канада | жіноча боротьба, до 68 кг        | 9      |
| Олімпійський кваліфікаційний турнір з боротьби 2024 (Стамбул)   | Канада | жіноча боротьба, до 68 кг        | Бронза |
| Гран-прі Іспанії з боротьби 2024                                | Канада | жіноча боротьба, до 68 кг        | Срібло |
| Міжнародний меморіал Білла Фаррелла 2024                        | Канада | жіноча боротьба, до 68 кг        | Срібло |

### Виступи на змаганнях молодших вікових груп
| Змагання                                                 | Збірна | Вагова категорія          | Місце  |
| -------------------------------------------------------- | ------ | ------------------------- | ------ |
| Панамериканський чемпіонат з боротьби серед кадетів 2008 | Канада | жіноча боротьба, до 46 кг | Золото |
| Чемпіонат світу з боротьби серед юніорів 2011            | Канада | жіноча боротьба, до 59 кг | 9      |
| Чемпіонат світу з боротьби серед юніорів 2013            | Канада | жіноча боротьба, до 63 кг | 17     |